# Moralidade senhor–escravo
A moralidade senhor–escravo (alemão: Herren- und Sklavenmoral) é um tema central das obras de Friedrich Nietzsche, particularmente no primeiro ensaio de seu livro "A Genealogia da Moral". Nietzsche argumenta que existem dois tipos fundamentais de moralidade: "moralidade de mestre" e "moralidade de escravo". A moralidade do mestre valoriza o orgulho e o poder, enquanto a moralidade do escravo valoriza a bondade, a empatia e a simpatia. A moralidade do mestre julga as ações como boas ou más (por exemplo, as virtudes clássicas do homem nobre versus os vícios da patuleia), ao contrário da moralidade do escravo, que julga por uma escala de boas ou más intenções (por exemplo, virtudes e vícios cristãos, deontologia kantiana).
Para Nietzsche, uma moralidade é inseparável da cultura que a valoriza, o que significa que a linguagem, os códigos, as práticas, as narrativas e as instituições de cada cultura são informadas pela luta entre essas duas estruturas morais.

## Moralidade do Senhor
Nietzsche definiu a moralidade dominante como a moralidade dos obstinados. Ele critica a visão (que ele identifica com a ideologia britânica contemporânea) de que bom é tudo o que é útil e ruim é tudo que é prejudicial. Ele argumenta que os defensores dessa visão esqueceram suas origens e que ela se baseia apenas no hábito: o que é útil sempre foi definido como bom, portanto, utilidade é o bem como valor. Ele escreve que no estado pré-histórico "o valor ou não-valor de uma ação foi derivado de suas consequências", mas que, em última análise, "aqui não existem fenômenos morais, apenas interpretações morais dos fenômenos." Para homens obstinados, o "bom" é o nobre, forte e poderoso, enquanto o "mau" é o fraco, covarde, tímido e mesquinho.
A essência da moralidade mestre é a nobreza. Outras qualidades que muitas vezes são valorizadas na moralidade mestra são mente aberta, coragem, veracidade, confiabilidade e um senso preciso de valor próprio. A moralidade do mestre começa no "homem nobre", com uma ideia espontânea do bem; então, a ideia de mau se desenvolve como o que não é bom. "O tipo de homem nobre se sente como valores determinantes; não precisa de aprovação; ele julga," o que é prejudicial para mim é prejudicial em si mesmo "; ele sabe ser o que primeiro concede honra às coisas. É a criação dos valores: "Na moralidade dominante, as pessoas definem o bem com base em se isso as beneficia e em sua busca por excelência pessoal autodefinida. (...) Na medida em que algo é útil para o homem obstinado, é como o que ele valoriza em si mesmo; portanto, o homem obstinado valoriza essas coisas como boas porque elas o ajudam em um processo vitalício de autoatualização por meio da vontade de poder".

## Moralidade do Escravo
De acordo com Nietzsche, os mestres criam a moralidade; os escravos respondem à moralidade do mestre com sua moralidade do escravo. Ao contrário da moralidade do mestre, que é sentimento, a moralidade do escravo é baseada no ressentimento - desvalorizando o que o mestre valoriza e o que o escravo não possui. Assim como a moralidade senhorial se origina nos fortes, a moralidade escrava se origina nos fracos. Como a moralidade do escravo é uma reação à opressão, ela difama seus opressores. A moralidade dos escravos é o inverso da moralidade dos mestres. Como tal, é caracterizado por pessimismo e cinismo. A moralidade dos escravos é criada em oposição ao que a moralidade dos mestres considera bom.
A moralidade do escravo não visa exercer a vontade de alguém pela força, mas pela subversão cuidadosa. Não visa transcender os senhores, mas torná-los escravos também. A essência da moralidade do escravo é a utilidade: O bom é o que é mais útil para toda a comunidade, não apenas para os fortes. Nietzsche vê isso como uma contradição. Uma vez que os poderosos são poucos em comparação com as massas dos fracos, os fracos ganham poder corrompendo os fortes fazendo-os acreditar que as causas da escravidão (a saber, a vontade de poder) são más, assim como as qualidades que os fracos originalmente não podiam escolher por causa de sua fraqueza. Ao dizer que a humildade é voluntária, a moralidade do escravo evita admitir que sua humildade foi inicialmente imposta por um mestre. Os princípios bíblicos de humildade, caridade e piedade são o resultado da universalização da condição do escravo para toda a humanidade, e assim escravizando os senhores também. "O movimento democrático é o herdeiro do Cristianismo" - a manifestação política da moralidade do escravo por causa de sua obsessão com a liberdade e a igualdade.

## A manifestação do fenômeno nas sociedades humanas
De acordo com Nietzsche, a luta entre as moralidades do senhor e do escravo é historicamente recorrente. Ele observou que as antigas sociedades grega e romana baseavam-se na moralidade mestra. O herói homérico é o homem obstinado, e as raízes clássicas da Ilíada e da Odisseia exemplificam a moralidade mestre de Nietzsche. Ele chama os heróis de homens de uma cultura nobre, dando um exemplo substantivo de moralidade mestra. Historicamente, a moralidade mestre foi derrotada, à medida que a moralidade escrava do Cristianismo se espalhou por todo o Império Romano.

Após a destruição do Segundo Templo em Jerusalém em 70 d.C, a Judéia perdeu completamente sua independência para Roma, e após a derrota da revolta de Bar-Kokhba em 136 d.C. deixou de existir como um estado nacional do povo judeu. A luta entre a cultura politeísta de Roma (senhor, forte) e o monoteísmo cristão recém-desenvolvido na antiga Judéia e territórios vizinhos no Oriente Médio (escravo, fraco) durou continuamente até 323, quando o Cristianismo se tornou a religião oficial do Império Romano. Nietzsche condena o triunfo da moralidade escrava no Ocidente, dizendo que o movimento democrático é a "degeneração coletiva do homem". Ele afirma que o movimento democrático nascente de seu tempo era essencialmente servil e fraco. a Fraqueza conquistou força, escravo conquistou senhor, ressentimento conquistou sentimento. Este ressentimento Nietzsche chama de "vingança sacerdotal", baseada na inveja dos fracos que buscam escravizar os fortes e, assim, erodir as bases do poder, puxando os poderosos para baixo. Tais movimentos foram, segundo Nietzsche, inspirados na "vingança mais inteligente" dos fracos. Nietzsche via a democracia e o cristianismo como o mesmo impulso emasculador, que buscava tornar todos iguais, tornando todos escravos. Nietzsche não acreditava necessariamente que todos deveriam adotar a moralidade dominante como o comportamento "para tudo, para tudo". Ele pensava que a reavaliação da moral corrigiria as inconsistências nas moralidades do senhor e do escravo. Mas ele afirmou que para o indivíduo, a moralidade do mestre era preferível à moralidade do escravo.